# Jacques Bordeneuve
Jacques Guillaume Bordeneuve (* 28. August 1908 in Sainte-Livrade-sur-Lot, Département Lot-et-Garonne; † 3. Januar 1981 in  Neuilly-sur-Seine, Département Hauts-de-Seine) war ein französischer Politiker der Parti républicain, radical et radical-socialiste (RRRS), der unter anderem zwischen 1946 und 1958 Mitglied des Rates der Republik sowie 1958 im Kabinett Pflimlin kurzzeitig Minister für nationale Bildung war. Er war von 1958 bis 1967 sowie erneut zwischen 1974 und seinem Tode 1981 Mitglied des Senats und zwischenzeitlich von 1967 bis 1968 Mitglied der Nationalversammlung.

## Leben
Jacques Guillaume Bordeneuve absolvierte nach dem Besuch des Collège Georges-Leygues in Villeneuve-sur-Lot ein Studium der Rechtswissenschaften an der Universität von Paris und an der Universität Toulouse und war nach seiner anwaltlichen Zulassung 1937 als Rechtsanwalt am Berufungsgericht (Cour d’Appel) von Agen tätig. Während der deutschen Besetzung Frankreichs im Zweiten Weltkrieg engagierte er sich in der Widerstandsbewegung Résistance und war für die Republikanische, radikale und radikal-sozialistische Partei RRRS (Parti républicain, radical et radical-socialiste) von 1945 bis zu seiner Ablösung durch Marcel Garrouste 1976 für den Wahlkreis (Kanton) Penne-d’Agenais Mitglied des Generalrates des Départements Lot-et-Garonne.
Bordeneuve war vom 8. Dezember 1946 bis zum 4. Oktober 1958 Mitglied des Rates der Republik (Conseil de la République), dem bisherigen Senat der Vierten Französischen Republik, und vertrat in diesem innerhalb der Fraktion der Demokratischen Linke (Gauche démocratique) die Interessen des Départements Lot-et-Garonne. Für seine Verdienste im Widerstand während des Zweiten Weltkrieges erhielt er am 31. März 1947 die Médaille de la Résistance Am 1. Februar 1956 übernahm er am 1. Februar 1956 als Staatssekretär für Kunst und Literatur (Secrétaire d’État aux Arts et aux Lettres) im Kabinett Mollet erstmals ein Regierungsamt und bekleidete dieses vom 13. Juni bis zum 6. November 1957 auch im Kabinett Bourgès-Maunoury. Am 14. Mai 1958 wurde er im Kabinett Pflimlin Minister für nationale Bildung (Ministre de l’Éducation nationale) und bekleidete das Ministeramt 18 Tage lang bis zum 1. Juni 1958.
Nach Inkrafttreten der Verfassung der Fünften Französischen Republik am 4. Oktober 1958 wurde Jacques Bordeneuve Mitglied des wieder geschaffenen Senats (Sénat) und vertrat in diesem für die Gauche démocratique bis zum 3. April 1967 weiterhin das Département Lot-et-Garonne. Zudem wurde er 1960 Präsident des Generalrates dieses Départements und bekleidete dieses Amt bis 1976, woraufhin René Andrieu die Nachfolge antrat. Nach seinem Ausscheiden aus dem Senat wurde er als Nachfolger von Jean Deltimple am 2. April 1967 im ersten Wahlkreis des Départements Lot-et-Garonne für die FDGS (Fédération de la gauche démocrate et socialiste) zum Mitglied der Nationalversammlung (Assemblée nationale) gewählt und gehörte dieser vom 2. April 1967 bis zum 30. Mai 1968 an, woraufhin Georges Caillau neuer Abgeordneter wurde. Zuletzt wurde er am 22. September 1974 für das Département Lot-et-Garonne erneut zum Mitglied des Senats gewählt und gehörte in diesem bis zu seinem Tode am 3. Januar 1981 wieder der Fraktion der Gauche démocratique an. Für seine Verdienste wurde er Kommandeur des Ordre des Palmes Académiques.